# Expansion du christianisme
L’expansion du christianisme est le développement de la religion chrétienne, en territoires atteints par l'annonce de l'Évangile et en nombre de fidèles.
Après la communauté primitive à Jérusalem, les premières communautés chrétiennes dans la diaspora juive apparurent au Ier siècle, en particulier dans les grandes villes de Rome, Éphèse, Antioche, Alexandrie. Le christianisme se développa dès le IIe siècle dans le reste de l'Empire romain, mais aussi en Perse et en Éthiopie, composé de nombreuses mouvances.
L'annonce de Jésus-Christ et de son Évangile se poursuit du sud vers le nord, du monde romain et grec vers le monde « barbare » à l’Est comme à l’Ouest de l’Europe. Six siècles plus tard, face à l’expansion de l’islam, le christianisme reculera jusqu'au XIe siècle à l’Ouest (Espagne, Francie méridionale), mais résiste à l’Est (Anatolie). À partir du XIe siècle, le mouvement s'inversera.

## Dans le monde romain

### Le contexte religieux duIerauIVesiècle
La révolte de Bar Kokhba (132-135) contribue à la séparation entre christianisme primitif et judaïsme (en). Alors que les judéo-chrétiens restaient prédominants en Judée, les pagano-chrétiens constituent désormais la majorité au sein de la nouvelle religion qui va se diffuser pour des raisons religieuses et sociales.
L'Évangile introduit le croyant dans une relation personnelle avec Dieu et promeut une doctrine d'amour et d'égalité entre tous les hommes qui séduit le peuple. Jésus-Christ se présente en disant : « Je suis le Chemin, la Vérité et la Vie » (Jn 14, 6). En choisissant de s'engager sur ce Chemin, les premiers chrétiens sont appelés "disciples de la Voie" (Via en latin). Ils se donnaient comme signe de reconnaissance le poisson (en grec : ichthus) dont chaque lettre renvoie à la profession de foi : Jésus-Christ, Fils de Dieu, le Sauveur.
Le christianisme n’était pas la seule religion à se répandre au Ier siècle. Les historiens contemporains du monde romain soulignent l’intérêt qu'éprouvaient les romains pour les religions à mystère ou les cultes à mystère; cet intérêt commençant au dernier siècle de la République romaine et se développant à l’époque de l’Empire romain. Les auteurs romains eux-mêmes, Tite-Live par exemple, racontent l’importation « des dieux étrangers » pendant des périodes de difficultés dans l’Empire romain. Les religions qui auront le plus de succès sont le mithraïsme, très répandu chez les soldats du fait du rapport à la mort qu'il développe et le manichéisme. Comme les cultes à mystères, le christianisme promet le bonheur après la mort et la résurrection finale. Mais en prenant pour modèle Jésus vainqueur de la mort par sa propre résurrection, ils répondent de manière nouvelle à une attente profonde. Les chrétiens jugeaient les manichéens particulièrement dangereux, sous l'influence d'Augustin d'Hippone. Celui-ci avait été manichéen dans sa jeunesse ; l'énergie qu'il consacre à les combattre montre que cette concurrence était encore vivace à la fin du IVe siècle.
À la suite de l'enseignement des Apôtres, les Pères de l'Église offrent par leurs écrits une aide précieuse pour une juste compréhension des textes de l'Ancien et du Nouveau Testament qui s'éclairent mutuellement.
Le judaïsme se montrait activement prosélyte dans certains cas et recevait aussi des convertis. Dans le Nouveau Testament, les Actes des Apôtres évoquent une catégorie de fidèles appelés les « Craignant-Dieu ». Le plus souvent, il s'agissait de Gentils qui ne s’étaient pas soumis à la circoncision, soit par réticence envers une opération dangereuse pour des adultes dans les conditions d'asepsie de l'époque, soit par hésitation devant une conversion totale. Philon d'Alexandrie mentionne explicitement le devoir des Juifs d’accueillir des convertis. Il n'est pas certain que le judaïsme de la fin du Ier siècle considère les « Nazôréens» comme autre chose qu'une secte, malgré leur envie de s’en démarquer ,.

### Intégration dans l'Empire
- Expansion du christianisme en 325.
- Expansion du christianisme en 600

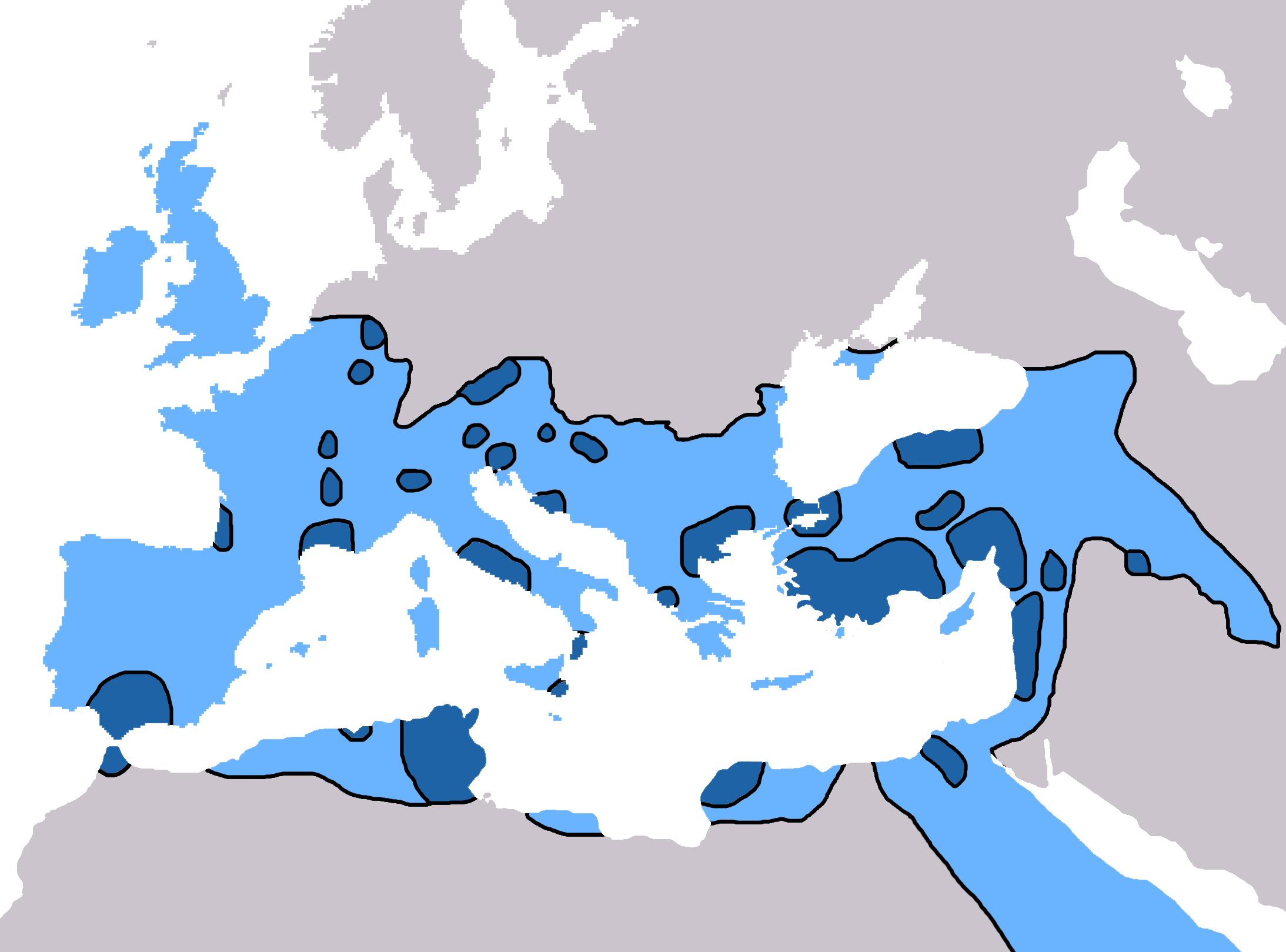
Expansion du christianisme en 325.
Expansion du christianisme en 600.

Jusqu’au début du IVe siècle, les premiers chrétiens connaissent des alternances de liberté relative, notamment sous le règne de Gallien, et de persécution, en particulier sous le règne de Dioclétien. Ces persécutions marquent tellement l’esprit des chrétiens que le début du règne (284) de cet empereur sera considéré jusqu’au VIe siècle comme marquant le début de l’« ère des martyrs », bien que celle-ci ait en réalité commencé dès le Ier siècle.
Constantin élimine Maxence le 28 octobre 312 à la bataille du pont Milvius, prend Turin, ce qui lui permet de s'emparer de l'Italie et de régner en maître sur l'Occident. Il promulgue en 313 l'Edit de Milan. Il ne s'agit pas formellement d'une officialisation du culte chrétien, mais plutôt de sa mise sur pied d'égalité avec les autres cultes. Il va cependant plus loin puisqu'il ordonne la restitutio ad integrum (« restitution intégrale ») des biens confisqués aux communautés chrétiennes même lorsqu'ils ont été revendus entretemps : cette mesure constitue un désaveu implicite des persécutions antérieures. Il prend des mesures législatives pour intégrer les chrétiens dans la structure de l’empire (par exemple, l’élévation du dimanche, jour de la Résurrection du Christ, au nombre des jours fériés). Il intervient dans les querelles religieuses, en convoquant des conciles (cf. infra), en interdisant les sacrifices d'animaux. Resté longtemps catéchumène, il n'est baptisé que sur son lit de mort en 337 par l'évêque arien, Eusèbe de Nicomédie. À cette époque, bien que le christianisme se soit déjà implanté dans les milieux urbains, 90 % des citoyens romains, dont les sénateurs, étaient païens ou adhéraient à d'autres religions, à l'instar des autres sujets de l’Empire. Les comportements charitables des chrétiens durant les épidémies ont pu impressionner les païens, ce qui aurait contribué au développement des conversions. Dans certaines régions très christianisées comme l'Afrique ou l'Orient grec, il est possible que 10 à 20% de la population ait été chrétienne.
Si l’on excepte le court intermède de l’empereur Julien (361-363), neveu de Constantin, qui veut revenir au paganisme sans toutefois en faire une obligation, ses successeurs seront tous chrétiens. C’est sous Gratien et Théodose Ier (380-395) que le christianisme devient réellement une religion d'État. Ils promulguent d’abord une série d’édits contre les « hérétiques » qui sont en désaccord avec le Symbole de Nicée. Théodose promulgue le 28 février 380 l'édit de Thessalonique qui officialise le culte chrétien et en fait l'unique religion licite de l'Empire romain; puis signe des lois qui prohibent le paganisme dans les provinces occidentales (loi du 14 février 391) et orientales (loi du 16 juin 391) de l'Empire. Enfin, sous l’influence d’Ambroise, évêque de Milan, Théodose publie le 8 novembre 392 l'Édit de Constantinople qui interdit tous les cultes païens (fréquentation des temples et sanctuaires, sacrifices, adoration des statues, lampes votives, etc.) dans tout l'Empire et impose définitivement le christianisme. Celui-ci est désormais passé du statut de secte minoritaire, ne touchant que 5% à 10% de la population au début du IVe siècle, à celui de religion d'État.

### Le christianisme en Égypte
Chaque Église s'attribue un apôtre fondateur. C'est ainsi que plusieurs Églises tiennent Saint Thomas pour leur fondateur : l’Église chaldéenne, l’Église assyrienne, et toutes les Églises indiennes. Saint Marc, qui aurait subi le martyre à Alexandrie au Ier siècle, serait aux origines de l’Église copte. Il est probable qu’une communauté chrétienne y existait vers 50 ap. J.-C. Si, à ses débuts, elle devait certainement être composée de Juifs, nombreux en Égypte, au IIe siècle elle est devenue grecque, après l’anéantissement de la communauté juive d’Alexandrie en 115-117. Les chrétiens ont dû y faire face à la concurrence du gnosticisme et du manichéisme. L’orthodoxie est défendue par l'École théologique d'Alexandrie. Influencée par le néoplatonisme, elle compte parmi ses membres Clément d'Alexandrie et Origène (185-253), qui met en évidence les quatre sens de l'Écriture, ce qui donnera naissance à la lectio divina, toujours pratiquée à l'heure actuelle. Comme en Afrique du Nord, l’Église d’Égypte a été déchirée par les conflits qui ont suivi la persécution de Dioclétien au début du IVe siècle. Le schisme est provoqué par l’évêque Mélèce de Lycopolis, qui s’oppose à la réintégration des chrétiens qui ont renié leur foi pendant la persécution.
Après l’avènement de l’empereur Constantin, l’Église d’Égypte prospère. Elle jouera un rôle important dans les controverses christologiques du IVe au VIe siècle, grâce à la forte personnalité de certains évêques d’Alexandrie, tels qu’Athanase ou Cyrille.

### Le monachisme
Le monachisme naît au IIIe siècle en Égypte où se développe essentiellement un érémitisme dans le désert trouvant probablement son origine dans des communautés réfugiées dans le désert au temps de la persécution de Dioclétien. Pierre d'Alexandrie se taille ainsi une réputation de résistance. Il se développe également en Syrie et en Mésopotamie araméophones où le monachisme communautaire est plus urbain ou villageois. Le monachisme connaît un premier essor au IVe siècle. Certains chrétiens se réfugient dans le « désert » pour échapper au monde, mais aussi pour s'opposer au pouvoir des potentats locaux tel Siméon le Stylite (392-459), qui vécut plusieurs décennies sur une colonne en Syrie. Petit à petit, certains d’entre eux, tels qu’Antoine (251-356?), rassemblent des disciples autour d’eux, et forment des communautés de semi-anachorètes. Pacôme le Grand (286-346) fonde des communautés cénobites (du grec koinos bios, « vie commune »), avec un supérieur à leur tête.
Au VIIIe siècle, en Orient, les véritables vainqueurs de la crise iconoclaste sont les moines, qui se sont faits les défenseurs des images. Du XIe au XIIIe siècle, ils forment un véritable parti et n’hésitent pas à contester l’autorité de l’État. Comme ils voyagent beaucoup (moines gyrovagues), ils exercent une grande influence sur l’opinion publique. Par leur ascétisme et leur mépris du monde, ils constituent un idéal de vie pour le peuple et sont considérés comme les médiateurs par excellence avec Dieu, et parmi eux, l’« innocent » ou « fol en Christ » a le contact le plus direct avec Dieu. Ils ont contribué à donner un aspect anti-intellectualiste au christianisme byzantin. Les moines sont d’autant plus respectés que le prestige du clergé séculier est bas. À l'heure actuelle encore, dans les Églises orthodoxes, les évêques sont toujours choisis parmi les prêtres ayant fait le choix du célibat consacré.
Au VIe siècle, le monachisme se répand en occident avec la règle de Benoît de Nursie, qui est adoptée par l'Ordre de Cluny et l'Ordre de Citeaux.

### Le christianisme en Afrique du Nord
Bien que le christianisme se soit certainement implanté tôt en Afrique du Nord (c’est-à-dire, à l’époque romaine, principalement dans l’actuelle Tunisie et la région de Constantine en Algérie, avec comme centre culturel prestigieux Carthage), nous ne disposons d’informations sûres qu’à partir de la fin du IIe siècle, grâce à Tertullien et Saint Cyprien, les deux premiers Pères latins. L'Église africaine des premiers siècles a pris une part importante à la vie et au développement du christianisme occidental latin qui, selon l'historien Claude Lepelley, est né en Afrique du Nord. Au milieu du IIe siècle, les communautés chrétiennes y étaient déjà très nombreuses et dynamiques. Et au IVe siècle, naîtra Augustin d'Hippone dont la pensée aura une influence déterminante sur l’Occident chrétien du Moyen Âge et de l’époque moderne.
La présence de 71 évêques aux conciles de Carthage en 256 indiquerait l'implantation ancienne du christianisme dans cette région.
Dans tous ses écrits, Tertullien se place en opposition directe avec la culture romaine païenne et fait l’apologie du martyre. En 180, les Actes des martyrs scillitains décrivent l’histoire de douze martyrs de Scilli. Tertullien lui-même rapporte dans les Actes des martyres Perpétue et Félicité un épisode célèbre des persécutions en Afrique du Nord. De nombreux chrétiens sont acculés à l'apostasie pour sauver leurs vies. Lors de la persécution de Dèce (250), de nombreux chrétiens d’Afrique lapsi, souhaitent revenir au sein de l’Église. L’évêque Cyprien de Carthage, partisan d’une réconciliation après pénitence, se heurte à un groupe plus rigoriste. Il trouve un allié auprès du pape Corneille, adversaire de Novatien qui s'oppose à toute réconciliation. La voie moyenne l’emporte, et la position de Novatien, élu Pape par trois évêques italiens partisans de l'intransigeance, est condamnée en tant que schismatique.

## Expansion et reconquête

### Les îles Britanniques

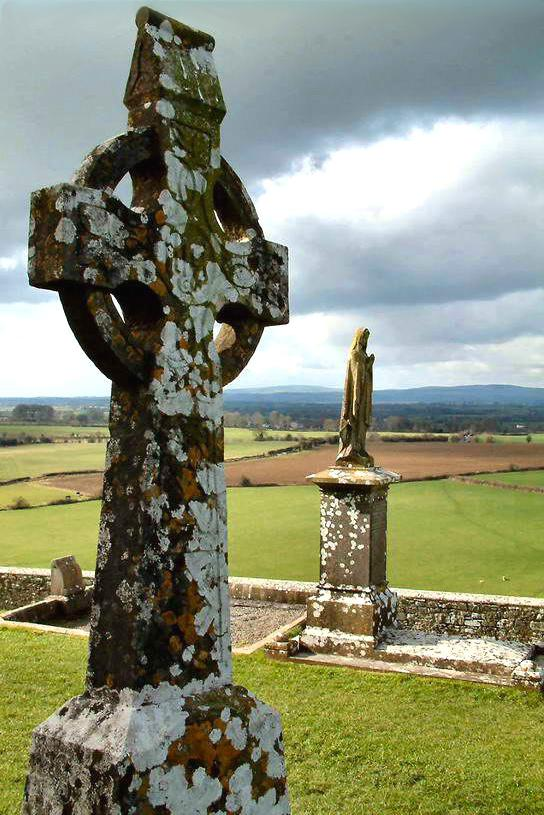
La croix celtique, symbole du christianisme irlandais.

À partir du Ve siècle, la Grande-Bretagne est progressivement envahie par les Anglo-Saxons païens, qui refoulent les Bretons chrétiens. Saint Patrick aurait fondé au même moment l'Église d'Irlande, île où le monachisme prend vite une importance centrale. Au cours de cette période obscure, il est difficile de savoir dans quelle mesure le christianisme a pu subsister dans les régions envahies.
Ce n’est qu’à partir de la fin du VIe siècle que les royaumes anglo-saxons sont évangélisés à la suite de la mission d’Augustin de Cantorbéry, envoyé par le pape Grégoire le Grand, qui convertit Æthelbert, roi du Kent (597) et fonde l’évêché de Cantorbéry. Saint Colomban (540-615) évangélise quant à lui les Scots et les Pictes et fonde le monastère de Iona en 563. Près d'un siècle plus tard, les moines irlandais et écossais du monastère de Lindisfarne convertissent le roi Oswald de Northumbrie (634). Les autres royaumes anglo-saxons se convertissent sous leur influence.
Des tensions entre les missionnaires de Lindisfarne (la mission « celtique ») et les autres (la mission « romaine ») au sujet de la méthode pour calculer la date de Pâques donnent lieu à la tenue d'un important concile à Whitby en 664. L’Église celte se rallie au rite romain, bien que des différences perdurent jusqu'au XIIe siècle.

### Europe occidentale: évangélisation des peuples dits «barbares»
Les peuples germaniques et goths furent évangélisés par l'évêque arien Ulfilla mandaté par Constantin. L'arianisme était d'ailleurs l'hérésie dans laquelle Constantin fut supposément baptisé sur son lit de mort mais ce point de vue est aujourd'hui rejeté par les historiens. En effet, certains auteurs ont estimé que du fait qu'il avait été baptisé par  Eusèbe de Nicomédie, un personnage ayant des sympathies pour l'arianisme, Constantin s'était rallié aux idées ariennes à la fin de sa vie. Néanmoins, Constantin avait toujours soutenu les décisions du concile de Nicée et il avait exigé d'Eusèbe une confession de foi conforme aux décisions dudit concile, ce qu'Eusèbe avait fait. Il n'avait donc pas de raison de douter de l'orthodoxie de ce dernier.
Sur le territoire de l’ancien Empire romain d'Occident, qui disparaît en 476, se sont installés différents peuples germaniques. Presque tous sont chrétiens, mais du courant arien. Et ce en dépit de la condamnation de l'arianisme pour hérésie, prononcée par le concile de Nicée (325).
Parmi ces peuples se trouvent des Vandales en Afrique du Nord, des Wisigoths en Espagne et dans le sud de la France, des Ostrogoths en Italie ou encore des Burgondes. L'arianisme sert alors notamment de facteur identitaire à ces populations qui essaient d'éviter la fusion avec les Romains, bien entamée par le fait que les fils de chefs sont fréquemment enlevés et éduqués à Rome. L'épisode Arminius est resté célèbre. Elles cohabitent plus ou moins harmonieusement avec la population chrétienne locale.
Par contre, les Francs qui se sont installés dans le nord de la Gaule ainsi que les Anglo-Saxons qui ont envahi la Bretagne sont païens. La conversion de l'Europe barbare, entre le Ve et le VIIIe siècle, se fait le plus souvent par la persuasion et l'exemple, malgré certains cas de baptêmes forcés, tels ceux opérés par Charlemagne.

#### Les Vandales
La situation est tendue en Afrique du Nord où les Vandales, qui sont ariens, dominent les chrétiens locaux qui professent le Credo de Nicée. Cette situation aura des conséquences politiques importantes. Les Vandales, seront vaincus au moment de la reconquête de l’Afrique du Nord par l’empereur Justinien.

#### Les Ostrogoths
Les Ostrogoths, sous la conduite de leur roi Théodoric, s’installent en Italie en 489. Théodoric, fait construire des églises ariennes (dont certaines existent encore à Ravenne). Les Ostrogoths sont soucieux de conserver leur identité nationale. Ils ne se mêlent pas à la population locale et leurs convictions y contribuent. Théodoric accorde néanmoins sa protection au chrétiens. Il s'oppose toutefois à des excès de prosélytisme, condamnant ainsi l’évêque de Ravenne à payer une amende lorsqu’il apprend que les Juifs de la ville avaient été contraints au baptême. Les Ostrogoths perdent le pouvoir en Italie et repassent à l’orthodoxie à la suite de la reconquête byzantine.

#### Les Wisigoths
La politique des Wisigoths à l’égard de l'orthodoxie est généralement assez tolérante. Alaric II affronte des désordres civils, au début du VIe siècle, ses sujets « orthodoxes » lui reprochant d'adhérer à l'arianisme. Sous le règne de Léovigilde (568-586), la situation est plus tendue. Le roi espère unifier l’Espagne sous la bannière de l’arianisme et les chrétiens font l’objet de multiples tracasseries. Son successeur Reccarède fait le choix inverse. Il revient à l’« orthodoxie » (IIIe concile de Tolède en 589) et l’Église espagnole entretient dorénavant des liens étroits avec la royauté. En 615, le roi Sisebut ordonne sous peine de mort le baptême de tous les Juifs. L'Espagne plonge alors, pour un siècle, dans les troubles religieux. En 694, Égica réduit en esclavage tous les Juifs de son royaume, et en confie la garde aux grands propriétaires fonciers (les possessores).

#### Les Francs
Dans le nord de l'ancienne province romaine de Gaule, les Francs qui s'y sont établis se laissent gagner par l'arianisme. Sous l’influence de l'évêque de Reims Saint Remi, leur roi Clovis adhère à l’orthodoxie en 496 ou 506. Clovis devient ainsi le premier roi barbare confessant la foi de Nicée de l’ancien Empire romain d'Occident. En adoptant l'orthodoxie prévalente en Gaule, les Francs s'attirent la collaboration des élites gallo-romaines. En 507, Clovis obtient le soutien de l’aristocratie gallo-romaine pour chasser les Wisigoths ariens du sud de la Gaule. À l’image des empereurs romains chrétiens, il convoque un concile des évêques de Gaule (511). Son fils, Childebert Ier, ordonne vers 540 la destruction des idoles, mais ne s'attaque pas directement aux idolâtres eux-mêmes. Un siècle plus tard, le roi Dagobert tente, vers 633, de convertir les Juifs par la violence, mais l'entreprise, impopulaire, échoue. Pépin de Herstal et Charles Martel contraignent leurs nouveaux sujets, après la conquête de la Frise, entre 690 et 730, à se convertir.

### Les Slaves et les Magyars
Au VIe siècle, la péninsule des Balkans est occupée par des tribus slaves, initialement païennes. Celles-ci intercalent des communautés rurales, les « Sklavinies », entre les « Valachies » des Thraco-Romains, déjà christianisés depuis le IVe siècle. Un double processus de christianisation s'opère alors : « par la base », les échanges culturels entre Slaves et Thraco-Romains généralisant les parlers slaves et le christianisme, comme le prouve le vocabulaire des langues balkaniques, et « par le sommet », c'est-à-dire par la conversion des élites politiques des états slaves (pas nécessairement slaves elles-mêmes, mais slavisées, et christianisées en plusieurs étapes durant le VIIIe siècle et le IXe siècle, et non sans quelques frictions avec l’Église d’Occident.

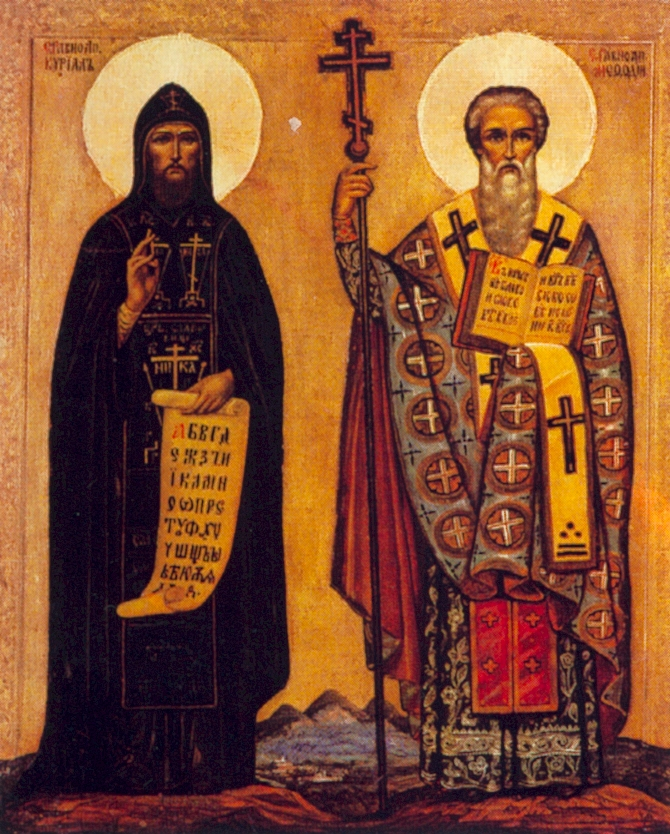
Cyrille et Méthode sont connus comme les Apôtres des Slaves pour avoir évangélisé les peuples slaves de l’Europe centrale

Ces frictions ne concernent pas seulement les Balkans, mais aussi les Slaves occidentaux. En 862, Rastislav, prince de Grande-Moravie, demande aux Byzantins de lui envoyer des prêtres pour former une Église locale. Le patriarche Photios lui envoie deux frères : Cyrille et Méthode, originaires de Thessalonique et connaissant le monde slave. Cyrille met au point le premier alphabet slave, le glagolitique. Leur mission est un succès. Si, au départ, ils sont soutenus par le pape, ils se heurtent à l’opposition des partisans de l’usage des « trois langues » (qui n’admettent que le grec, le latin et l’hébreu comme langues liturgiques) et surtout à l’hostilité des évêques francs, qui ne veulent pas voir échapper la région à l’influence politique de la Germanie. Après leur mort, leurs successeurs seront chassés de Grande-Moravie.
Dans les Balkans, où désormais l'Empire byzantin ne contrôle plus que les côtes (majoritairement grecques) les élites Bulgares, ennemies héréditaires des Byzantins, se convertissent à la même époque : en 866, le khan bulgare Boris (852-889) est baptisé, ce qui entraîne la conversion de tout ce que la Bulgarie comptait encore de païens. En Bulgarie comme en Moravie, l’église de Rome cherche à convertir les slaves et les valaques. Après avoir hésité entre Rome et Constantinople, l’aristocratie bulgare choisit finalement Constantinople, et la Bulgarie fait encore actuellement partie du monde orthodoxe. Il en va de même pour un certain nombre d’autres principautés slaves, correspondant grosso modo aux Serbes actuels. L’adoption du christianisme va de pair avec celle de la civilisation byzantine. C’est donc à cette époque que se forme dans les Balkans une nouvelle frontière : celle entre le monde orthodoxe et le monde catholique.
Un autre événement capital est la conversion de la Ruthénie Kiévienne (ou Rus' de Kiev) au christianisme. La princesse Olga, sœur d’Igor, prince de Kiev, s’était déjà convertie au milieu du Xe siècle. En 989, le prince Vladimir Ier, soucieux d’asseoir son pouvoir plus solidement, négocie avec les Byzantins son baptême ainsi que celui de ses sujets et son mariage avec une princesse byzantine. La Ruthénie kiévienne relève directement du patriarche de Constantinople, qui désigne le métropolite de Kiev. Pendant près de 400 ans, celui-ci sera grec et contribuera à ancrer les Slaves orientaux dans la sphère d’influence byzantine.
Enfin au Xe siècle, Mieszko Ier de Pologne, Géza de Hongrie, son fils, le futur Étienne Ier de Hongrie et Bořivoj Ier de Bohême, époux de Ludmila de Bohême et grand-père de Venceslas de Bohême passent eux aussi au christianisme, et, après quelques hésitations, choisissent finalement l’obédience de Rome et la liturgie latine.
Les sphères d’influence du Saint-Empire romain germanique et de l’Empire byzantin déterminent, du sud au nord au de l’Europe, une frontière religieuse et culturelle qui existe toujours.

## Diffusion aux frontières de l'Empire
Le christianisme ne s’est pas limité au bassin méditerranéen et à ses arrière-pays. Il s’est répandu partout où existaient des zones de diaspora (terme d’origine grecque pour dispersion) juive, entre autres en Mésopotamie, en dehors de l’Empire romain, où cette population résidait depuis la captivité à Babylone, ville où se développa une grande partie du Talmud.

### Le christianisme en Perse dans l’Empire sassanide
Le christianisme se répand en Perse dès le IIe siècle. Il s’y heurte à une religion nationale, le mazdéisme zoroastrien. Les chrétiens apparaissent d’abord comme susceptibles d’apporter un soutien à l’Empire romain et sont persécutés. Le monastère Mor Mattay, de doctrine syriaque orthodoxe, est ainsi fondé au IVe siècle. Un synode de l’Église de l'Orient en 424 décrète son indépendance par rapport à l'Église d'Antioche, ce qui permet aux chrétiens perses de ne plus apparaître comme des agents de l'Empire romain, principal adversaire des Sassanides. À la fin du Ve siècle, l’Église de l'Orient passe au nestorianisme, dont les thèses ont été condamnées par l'église de Constantinople lors du concile d'Ephèse de 431. Mais l'adversaire du nestorianisme, le monophysisme, également jugé hérétique, est aussi présent en Perse, l'Église syriaque orthodoxe y étant implantée, instaure une juridiction spéciale sur ces territoires, qui s'étendent jusqu'en Azerbaïdjan et Afghanistan actuels, le Maphrianat de l'Orient.

### Le christianisme en Arménie

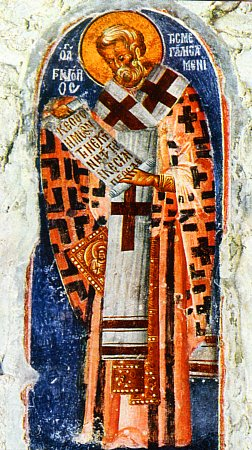
Grégoire Ier l'Illuminateur convainc le roi Tiridate IV d'Arménie de faire de l'Arménie le premier État officiellement chrétien.

L’histoire du début du christianisme en Arménie repose sur des bases légendaires : le pays aurait été évangélisé par Simon, Barthélémy et Thaddée. On est sur un terrain plus sûr au IVe siècle. L’empereur romain Dioclétien installe Tiridate IV (298-330) sur le trône d’Arménie. Le roi est païen, mais un prédicateur, Grégoire Ier l'Illuminateur, le convainc de faire de l’Arménie le premier État officiellement chrétien (l’édit de Milan (313) ne constitue qu’un édit de tolérance).
À la suite du partage de l’Arménie, sous Théodose Ier et Shapur II, entre l’Empire romain et la Perse sassanide (387), la plus grande partie du pays, dans l’orbite du mazdéisme perse, est menacé d’acculturation. C’est pourtant à cette époque que le moine Mesrop Machtots crée l’alphabet arménien : la Bible est traduite en arménien. Le roi perse Yazdgard II (438-457) et ses successeurs tentent de convertir de force les Arméniens au mazdéisme, mais sans succès. Le christianisme arménien se revendique comme Églises des trois conciles, quoique n'ayant jamais participé au parcours concilaire, s'étant construite avant les églises qui sont parties au débat. Elle soutient une christologie miaphysite. Son pape prend le titre de catholicos (506).

### Le christianisme en Éthiopie
Le christianisme éthiopien aurait pris naissance avec la conversion du roi Ezana d’Aksoum par saint Frumence (ou Frumentios)au IVe siècle. Capturé et réduit en esclavage lors d’un voyage, il est libéré par le roi et Athanase d'Alexandrie en fait le premier évêque du pays. Les successeurs d’Ezana seraient retournés au paganisme, et ce n’est qu’à la fin du Ve siècle que le christianisme est fermement implanté en Éthiopie. Le pays a sans doute été évangélisé par des missionnaires monophysites : son Église est non-chalcédonienne et son chef nommé par le patriarche copte d’Alexandrie. Elle a adopté comme langue liturgique le guèze, la langue du royaume d'Aksoum.

### Le christianisme en Extrême-Orient

#### Doctrine
Le nestorianisme se répand en Orient, étant adopté par l'Église de l'Orient, puis par l'Église syriaque orientale de Malabar, en Inde, et diverses églises dite « des deux conciles », ainsi qu'en Chine sous le règne de Taizong et en Mongolie à partir du VIIe siècle. Les nestoriens chinois furent persécutés sous le règne de Tang Wuzong. Il se diffusa aussi dans l'empire mongol, étant pratiquée par plusieurs princesses de la famille de Gengis Khan (Sorgaqtani, épouse de Tolui, ou Doqouz Khatoun, épouse de Hülegü)…

#### Cheminement
Véhiculé le long de la Route de la soie, le nestorianisme atteint la Chine au VIIe siècle, sous l’empereur Taizong, avant d'être sujet, comme d'autres religions, à des persécutions au IXe siècle. Il s'étend aussi en Inde (Église de Malabar), qui aurait été influencée par le christianisme dès le Ier siècle, donnant lieu aux Chrétiens de saint Thomas. Lorsque le Portugal débarque sur la côte de Malabar en 1498, il y établit des tribunaux de l'Inquisition pour ramener ces « hérétiques » dans le droit chemin.
| Syriaque occidental        | Syriaque occidental          | Syriaque occidental        | Syriaque occidental             | Syriaque occidental              | Syriaque oriental               | Syriaque oriental         |
| Anglicans                  | Orthodoxes orientaux         | Orthodoxes orientaux       | Orthodoxes orientaux            | Catholiques orientaux            | Catholiques orientaux           | Assyriens                 |
| -------------------------- | ---------------------------- | -------------------------- | ------------------------------- | -------------------------------- | ------------------------------- | ------------------------- |
| Église malankare Mar Thoma | Église malabare indépendante | Église malankare orthodoxe | Église syro-malankare orthodoxe | Église catholique syro-malankare | Église catholique syro-malabare | Église malabare orthodoxe |

## Diffusion et Grandes découvertes
En 1455, le pape Nicolas V concède au Portugal l'exclusivité du commerce avec l'Afrique et encourage Henri le Navigateur à soumettre en esclavage les « sarrasins et autres infidèles », comptant sur les progrès des conquêtes pour obtenir des conversions.
Après la découverte de l'Amérique par les Européens en 1492, le pape Alexandre VI est amené à arbitrer le partage du nouveau monde entre les puissances espagnoles et portugaises, et leur attribue l'activité de mission qui a souvent été considérée par les puissances coloniales comme un instrument permettant d'introduire les intérêts occidentaux, voire de légitimer des interventions politiques ou militaires. Le catholicisme s'implante aux Amériques avec les conquêtes espagnoles, au Mexique avec la conquête de Cortés et au Pérou à la suite de celle de Pizarre. Les missions vers l'Asie remportent peu de succès, sauf aux Philippines et à Goa.